# 23010 Кетіфінч
23010 Кетіфінч (23010 Kathyfinch) — астероїд головного поясу, відкритий 14 листопада 1999 року.
Тіссеранів параметр щодо Юпітера — 3,588.